# 저스틴 헨리
저스틴 헨리(영어: Justin Henry, 1971년 5월 25일 ~ )은 미국의 배우이다. 1979년 영화 《크레이머 대 크레이머》에서 빌리 크레이머 역으로 잘 알려져 있다. 1998년 슬램덩크 영화제를 설립하기도 했다.